# Эванс, Крис (журналист)
Крис Эванс (англ. Chris Evans; род. 1969, Уолсолл, Уэст-Мидлендс) — главный редактор газеты The Daily Telegraph. Бывший журналист газеты Daily Mail.

## Ранний период жизни
Родился и вырос в Уолсолле, Великобритания. С 1979 по 1986 год учился в Школе короля Эдуарда в Бирмингеме. Изучал английский язык и литературу в Оксфордском университете, а потом журналистику в Престоне.

## Карьера
После университета начал карьеру в новостном агентстве South West News Service в Бристоле. В 2006 году стал новостным редактором в газете Daily Mail. В общей сложности проработал в Daily Mail 11 лет. В январе 2007 года стал новостным редактором газеты The Daily Telegraph, а в январе 2014 года — её главным редактором. Также является директором по контенту The Daily Telegraph.

## Личная жизнь
Живёт в Финсбери, Лондон, с женой и двумя детьми.